# Haradrim

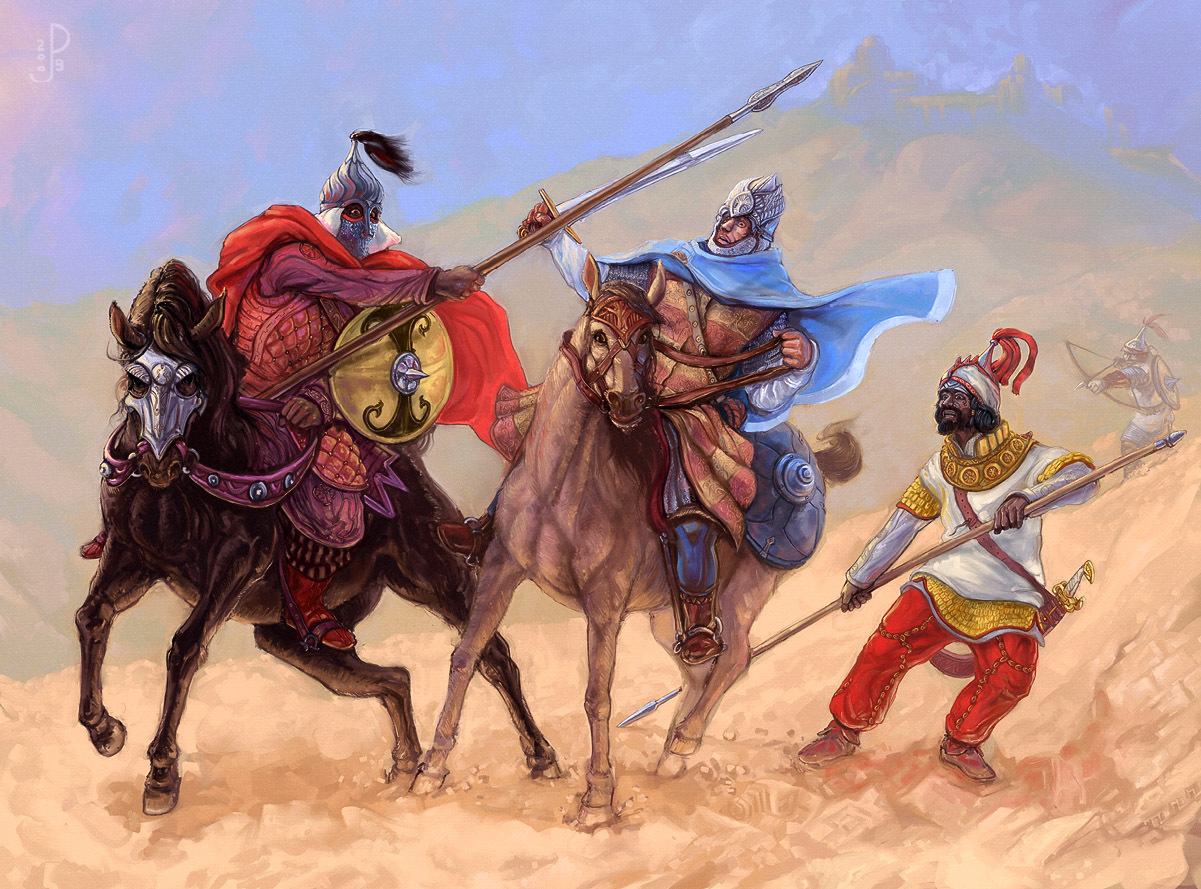
Drie Haradrim in gevecht met een Ridder van Gondor.

De Haradrim of Haradwaith (ook wel Zuiderlingen genoemd) zijn een fictief volk uit het In de ban van de ring-oeuvre van J.R.R. Tolkien. Het is een mensenvolk uit het land Harad, dat ten zuiden van Gondor ligt.
De Haradrim zijn zeer goede boogschutters en ruiters en zijn donkerhuidig. Dit is echter een beschrijving die door de inwoners van Gondor aan hen gegeven werd. Zij noemden iedereen ten zuiden van hun gebied, de rivier Harnen, Haradrim of Zuiderlingen.
Tijdens de Tweede Era bouwden de Númenoreanen een groot fort, Umbar, dat gemakkelijk de verspreide en verdeelde stammen van de Haradrim kon controleren.
Tijdens de Oorlog om de Ring waren de Haradrim geallieerd aan Sauron, die hen zeer waardevol vond vanwege van hun enorme oorlogsolifanten, de mûmakil, en hun cavalerie, waar Sauron een groot gebrek aan had.
In de slag om Minas Tirith, op de Velden van Pelennor, werd de grootste cavalerie-eenheid van Sauron aangevoerd door een onbekend opperhoofd. Zijn banier was een zwarte slang op rood veld. Dit opperhoofd werd gedood door de koning van Rohan, Théoden, in een man-tegen-mangevecht.